# Susan Schwartz
Susan Schwartz – amerykańska pisarka, psycholożka kliniczna i analityczka jungowska, znana m.in. z książki The Absent Father Effect on Daughters: Father Desire, Father Wounds (2020), w której analizuje wpływ fizycznej lub emocjonalnej nieobecności ojców na psychikę córek.

## Kariera
Susan E. Schwartz jest członkinią Międzynarodowego Stowarzyszenia Psychologii Analitycznej (IAAP) i prowadzi prywatną praktykę w Paradise Valley (w Arizonie), jako psychoanalityczka prowadzi wykłady dla stowarzyszeń i towarzystw analityków jungowskich na całym świecie. W swojej pracy Schwartz koncentruje się na przede wszystkim na terapii psychoanalitycznej – wykorzystuje archetypy, sny i analizę mitów do leczenia traum związanych z relacją ojciec-córka. Jej głównym zainteresowaniem są badania nad „efektem nieobecnego ojca” – wpływem fizycznej lub emocjonalnej nieobecności ojców na tożsamość, samoocenę i relacje córek. Jej podejście jest interdyscyplinarne: łączy teorie psychoanalityczne (np. Andre Green, Julia Kristeva, Helene Deutch) z literaturą i baśniami, uzupełniając wywód przykładami klinicznymi.

## The Absent Father Effect on Daughters
Książka ta została nagrodzona IAJS Book Award for Best Clinical Book 2021, autorka bada w niej skutki emocjonalnej lub fizycznej nieobecności ojców na psychikę córek. Schwartz analizuje w niej m.in.:
- Konsekwencje emocjonalne: poczucie opuszczenia, niską samoocenę, trudności w budowaniu relacji.
- Mechanizmy obronne: idealizację ojców, uwewnętrznianie winy, „milczenie” jako strategię przetrwania.
- Proces leczenia: przełamywanie wzorców, praca z archetypem Ojca, budowanie samoświadomości i empatii[2].

## Książki
- Aging & Becoming: A Reflective Enquiry (2017)
- The Absent Father Effect on Daughters: Father Desire, Father Wounds (2020)
- Imposter Syndrome and the ‘As-If’ Personality: The Fragility of Self (2023)
- A Jungian Exploration of the Puella Archetype: Girl Unfolding (2024)
- An Analytical Exploration of Love and Narcissism: TheTragedy of Isolation and Intimacy (2025)

## Artykuły naukowe
- Narcissism – the refusal of twoness through sexual addiction and pornography, „Journal of Analytical Psychology”, Volume 67, Issue 1, 13 April 2022
- The Parallax Between Daughters and Father, „Plath Profiles an Interdisciplinary Journal For Sylvia Plath Studies”, Jun 21, 2012
- Sylvia Plath: A Split in the Mirror, „IU Libraries Journals”, Volume 4, Summer 2011
- The dead father effect on the psyche of a daughter – Sylvia Plath, „Journal of Poetry Therapy”, Volume 30, Issue 4, 2017
- Puella’s shadow, „International Journal of Jungian Studies”, Volume 1: Issue 2, 01 Sep 2009

## Nagrody
- International Association of Jungian Studies – best in clinical books (2021)
- Nominacja przyznana przez National Association for the Advancement of Psychoanalysis for their Gradiva Award za najlepszy artykuł “The Dead Father Effect on the Psyche of a Daughter – Sylvia Plath.”